# 小行星8936
小行星8936（英語：8936 Gianni）是一颗围绕太阳公转的小行星。1997年1月14日，Farra d'Isonzo在法拉迪松佐发现了此天体。
这颗小行星的绝对星等为222.46184等。